# اکسل سیوبلوم
اکسل سیوبلوم (انگلیسی: Axel Sjöblom; ۱۷ دسامبر ۱۸۸۲ – ۱۰ اکتبر ۱۹۵۱) ژیمناست هنری اهل سوئد بود.